# Cana Verde
Cana Verde là một đô thị thuộc bang Minas Gerais, Brasil. Đô thị này có diện tích 212,367 km², dân số năm 2007 là 5712 người, mật độ 26,9 người/km².